# السيلة (يبعث)

تعديل مصدري - تعديل

السيلة هي إحدى قرى عزلة يبعث بمديرية يبعث التابعة لمحافظة حضرموت، بلغ تعداد سكانها 123 نسمة حسب تعداد اليمن لعام 2004.